# Naujehnen (Pillkallen)
Naujehnen, 1938 bis 1945: Rotfelde (Ostpr.), litauisch Naujiena, ist ein verlassener Ort im Rajon Krasnosnamensk der russischen Oblast Kaliningrad.
Die Ortsstelle befindet sich sieben Kilometer westnordwestlich von Kutusowo (Schirwindt) zwei Kilometer nördlich der Regionalstraße 27A-012 (ex R 509). Vor 1945 hatte der Ort einen Haltepunkt am nach Schirwindt führenden Strang der Pillkaller Kleinbahn, die nicht mehr betrieben wird.

## Geschichte

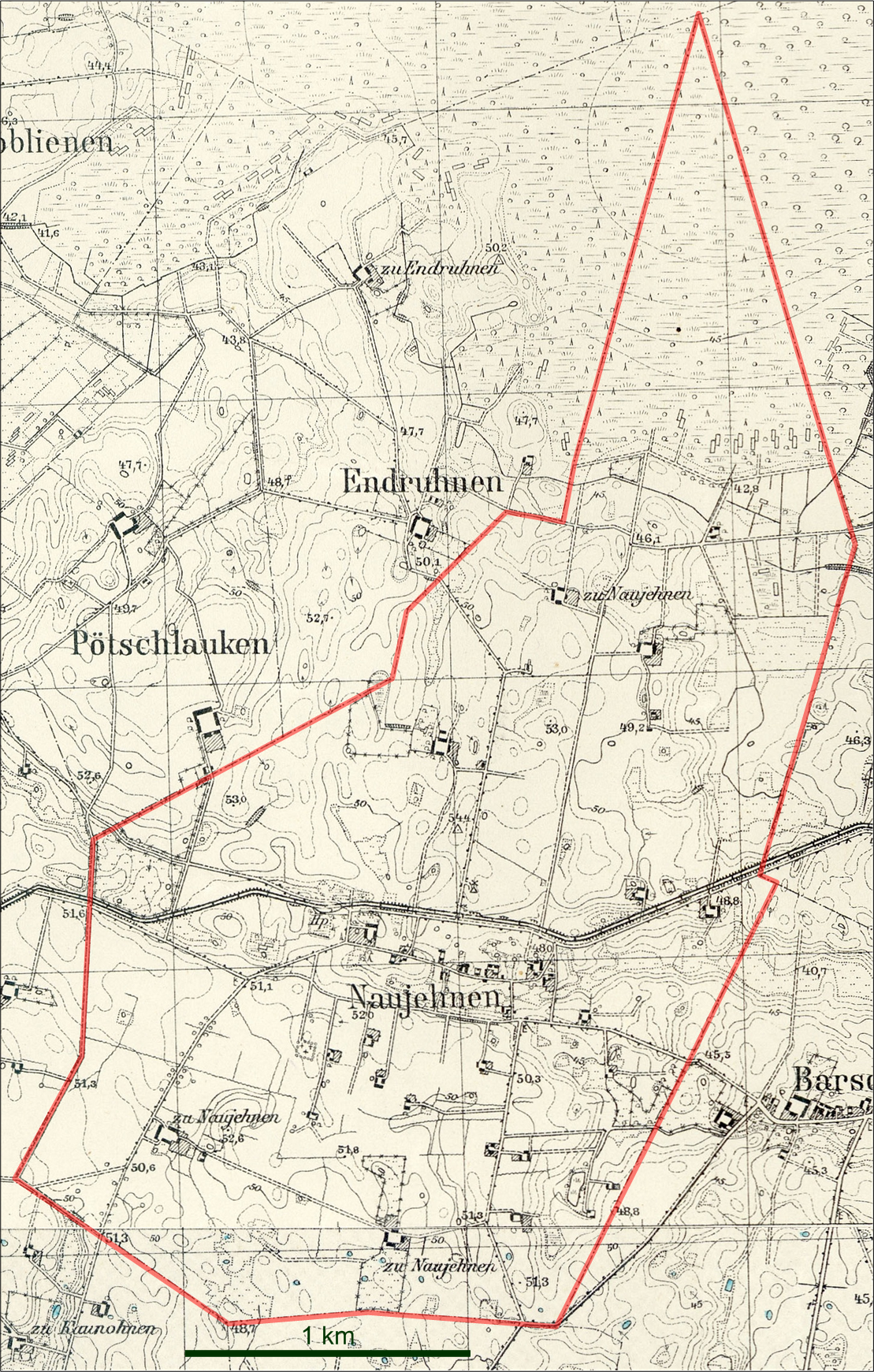
Die Gemeinde Naujehnen auf einem Messtischblatt von 1936

Um 1780 war der damals wohl zur Unterscheidung vom acht Kilometer nordöstlich gelegenen Albrecht-Naujehnen Groß Naujehnen genannte Ort ein Schatull-Dorf. 1874 wurde die Landgemeinde Naujehnen in den neu gebildeten Amtsbezirk Lindicken im Kreis Pillkallen eingegliedert. 1938 wurde Naujehnen in Rotfelde (Ostpr.) umbenannt. 1945 kam der Ort in Folge des Zweiten Weltkrieges mit dem nördlichen Ostpreußen zur Sowjetunion. Einen russischen Namen erhielt er nicht mehr.

### Einwohnerentwicklung
| Jahr | Einwohner |
| ---- | --------- |
| 1867 | 266       |
| 1871 | 251       |
| 1885 | 294       |
| 1905 | 245       |
| 1910 | 232       |
| 1933 | 186       |
| 1939 | 183       |

## Kirche
Naujehnen/Rotfelde gehörte zum evangelischen Kirchspiel Willuhnen.